# 陈心启
陈心启（1931年—2021年3月30日），男，福建福州人，中国植物分类与系统学家，曾任中国科学院植物研究所研究员、博士生导师。